# Levelland
Levelland è un comune (city) degli Stati Uniti d'America e capoluogo della contea di Hockley nello Stato del Texas. La popolazione era di 13.542 abitanti al censimento del 2010. È situata nel Llano Estacado, a 30 miglia (48 km) ad ovest di Lubbock. Le principali industrie sono la produzione del cotone e del petrolio. È la sede del South Plains College.
Levelland è la principale città dell'area statistica micropolitana di Levelland, che comprende tutta la contea di Hockley e una parte della più grande area statistica combinata di Lubbock-Levelland.

## Geografia fisica
Secondo lo United States Census Bureau, la città ha una superficie totale di 26,34 km², dei quali 26,32 km² di territorio e 0,02 km² di acque interne (0,06% del totale).

## Società

### Evoluzione demografica
Secondo il censimento del 2010, la popolazione era di 13.542 abitanti.

### Etnie e minoranze straniere
Secondo il censimento del 2010, la composizione etnica della città era formata dal 75,48% di bianchi, il 5,11% di afroamericani, lo 0,91% di nativi americani, lo 0,38% di asiatici, lo 0,03% di oceanici, il 15,59% di altre razze, e il 2,5% di due o più etnie. Ispanici o latinos di qualunque razza erano il 48,17% della popolazione.